# Sormea orbignyi
Sormea orbignyi är en skalbaggsart som först beskrevs av Guérin-Méneville 1831.  Sormea orbignyi ingår i släktet Sormea och familjen långhorningar. Inga underarter finns listade i Catalogue of Life.